# Medaglia per distinzione nella tutela dell'ordine pubblico
La medaglia per distinzione nella tutela dell'ordine pubblico è un premio statale della Federazione Russa.

## Storia
La medaglia è stata istituita il 1º novembre 1950 ed è stato mantenuta nel sistema di onorificenze russe in seguito alla dissoluzione dell'URSS con decreto del Presidente della Federazione Russa № 442 del 2 marzo 1994.

## Assegnazione
La medaglia è assegnata ai cittadini della Federazione Russa per premiare:
- il coraggio e la dedizione dimostrati durante lo smantellamento dei gruppi criminali e la detenzione di criminali;
- l'aver sapientemente preparato e svolto operazioni segrete volte a prevenire reati;
- il lavoro attivo e la ricerca sulle cause e condizioni dei reati;
- la sapiente organizzazione di unità interne per la tutela dell'ordine pubblico e per la lotta contro la criminalità;
- eccellenti prestazioni nelle funzioni degli organi degli affari interni o nelle unità di forze interne;
- la partecipazione attiva alla tutela dell'ordine pubblico e per la dimostrazione di coraggio e altruismo;
- la partecipazione attiva nella lotta contro la violenza negli stadi, l'ubriachezza, il furto di beni personali, la violazione delle regole del commercio, la speculazione, la distillazione e altri reati dannosi per la società.

## Insegne
- La  medaglia è d'argento. Sul dritto reca la scritta su cinque righe "PER DISTINZIONE NELLA TUTELA DELL'ORDINE PUBBLICO" (Russo: "ЗА ОТЛИЧИЕ В ОХРАНЕ ОБЩЕСТВЕННОГО ПОРЯДКА"), l'iscrizione è circondata da una corona di rami di quercia e di alloro. Il contrario è semplice, tranne per la lettera "№" in rilievo con una linea orizzontale per l'assegnazione del numero di serie.
- Il  nastro è rosso con tre strisce blu, quella centrale più sottile delle altre.